# Stenomesson flavum
Stenomesson flavum är en amaryllisväxtart som först beskrevs av Hipólito Ruiz López och Pav., och fick sitt nu gällande namn av Herb.. Stenomesson flavum ingår i släktet Stenomesson och familjen amaryllisväxter.
Artens utbredningsområde är Peru. Inga underarter finns listade i Catalogue of Life.